# Hero Schall
Hero Schall (* 18. Oktober 1942 in Dresden; † 25. September 2023 in Osnabrück) war ein deutscher Strafrechtler und Professor an der Universität Osnabrück.

## Leben
Schall studierte von 1962 bis 1966 Rechtswissenschaften an den Universitäten Tübingen, Berlin und Göttingen. 1973 wurde er in Göttingen von Claus Roxin promoviert. Ab 1974 war er wissenschaftlicher Assistent von Eckhard Horn in Göttingen und Kiel. 1982 nahm Schall einen Ruf der Universität Osnabrück auf den Lehrstuhl für Strafrecht und Nebengebiete an. Dort lehrte er bis zu seiner Pensionierung im Sommersemester 2008.
Schalls Forschungsschwerpunkte lagen in den Bereichen des Umweltstrafrechts und des Sanktionenrechts sowie in der Untersuchung von innerfamiliärer Gewalt. Schall war stellvertretender Vorsitzender der Ethik-Kommission der Universität Osnabrück.
Er verstarb am 25. September 2023 in Osnabrück.

## Ausgewählte Literatur
Schall verfasste einige wissenschaftliche Beiträge, u. a.
- Die Schutzfunktionen der Strafbestimmung gegen den Hausfriedensbruch – Ein Beispiel für die soziologisch fundierte Auslegung strafrechtlicher Tatbestände. Dissertation, Duncker & Humblot, Berlin 1974, ISBN 3-428-03187-3.
- Gewalt gegen Frauen und Möglichkeiten staatlicher Intervention. (zusammen mit Gesa Schirrmacher), Boorberg, Stuttgart u. a. 1995, ISBN 3-415-02056-8.
- Systematische Übersicht der Rechtsprechung zum Umweltstrafrecht seit 1992 in den Fachzeitschriften NStZ und NStZ-RR
- Kommentierung der §§ Vor.169, 169 und 170 StGB in: Systematischer Kommentar zum Strafgesetzbuch, Luchterhand, München u. a. 2008, ISBN 978-3-472-60110-4